# Mexikansk trast
Mexikansk trast (Turdus rufopalliatus) är en fågel i familjen trastar inom ordningen tättingar. Som namnet avslöjar är den endemisk för Mexiko, men har även tillfälligt påträffats i USA. Fågeln i olika skogstyper och livnär sig mestadels av frukt. Beståndet anses vara livskraftigt.

## Utseende
Mexikansk trast är en vackert tecknad trast med kroppslängden 21,5–25,5 cm. Hanen har grått huvud, vit strupe med prydliga längsgående svarta streck, djupt rostrött på mantel och vingtäckare som övergår i grått på vingar och stjärt. Undersidan är övervägande orange- eller kastanjefärgad. Honan liknar hanen, men är generellt mer dämpat och mindre kontrasterande i färgerna. Fåglar på ögruppen Islas Marías är brun ovan och dämpat beigefärgad under.

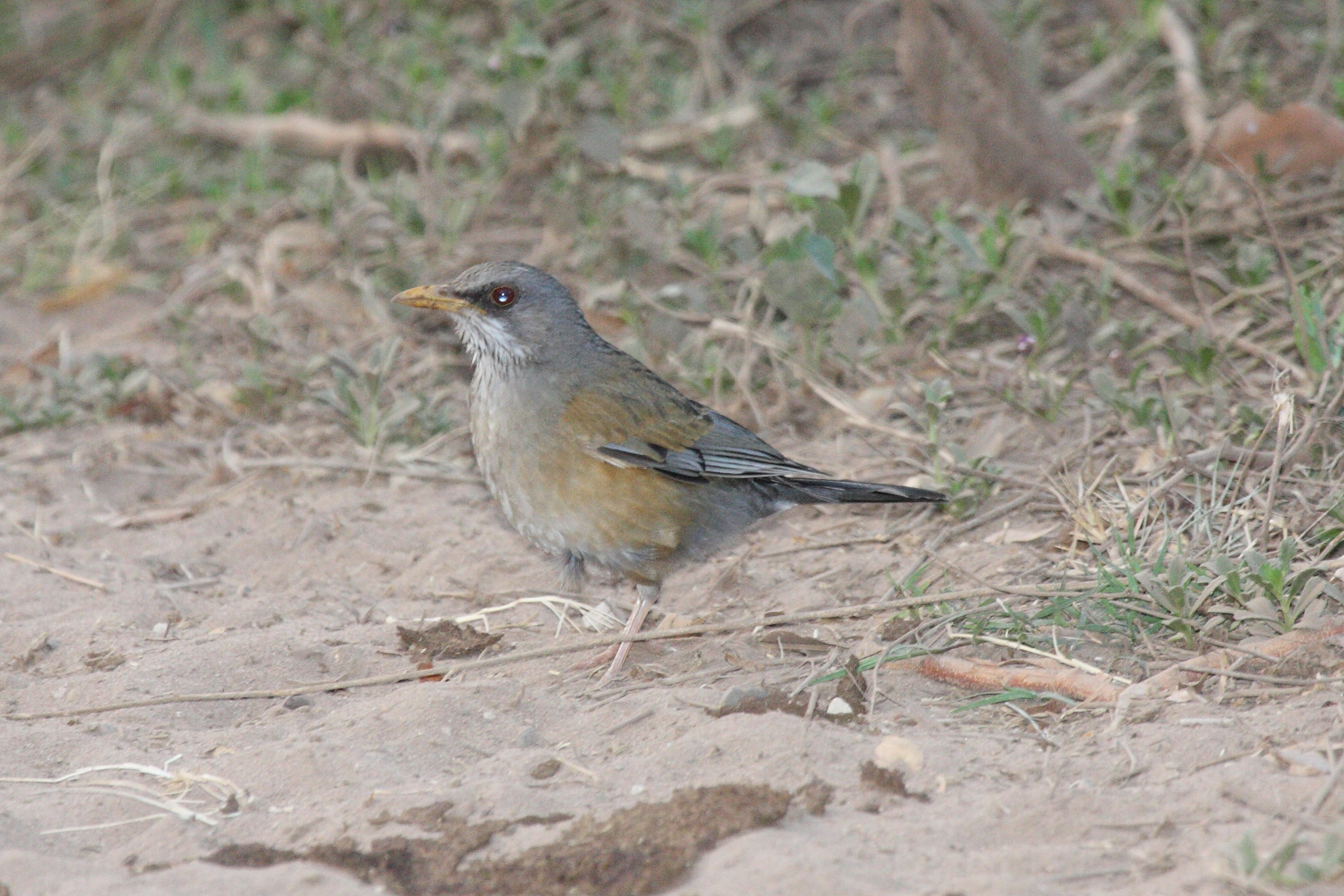
Underarten på Islas Marías med mycket mer dämpade färger.

## Utbredning och systematik
Mexikansk trast delas in i två distinkta underarter med följande utbredning:
- Turdus rufopalliatus rufopalliatus – förekommer i torra västra Mexiko (Sonora till västra Puebla och Oaxaca)
- Turdus rufopalliatus graysoni – förekommer på Islas Marías och intill kusten vid Nayarit (västra Mexiko)

Underarten graysoni har föreslagits utgöra en egen art. Ofta urskiljs även underarten interior med utbredning i sydcentrala Mexiko. Fågeln har tillfälligt påträffats i södra USA, i norr till östcentrala Kalifornien och huvudsakligen från mitten av oktober till mitten av april.

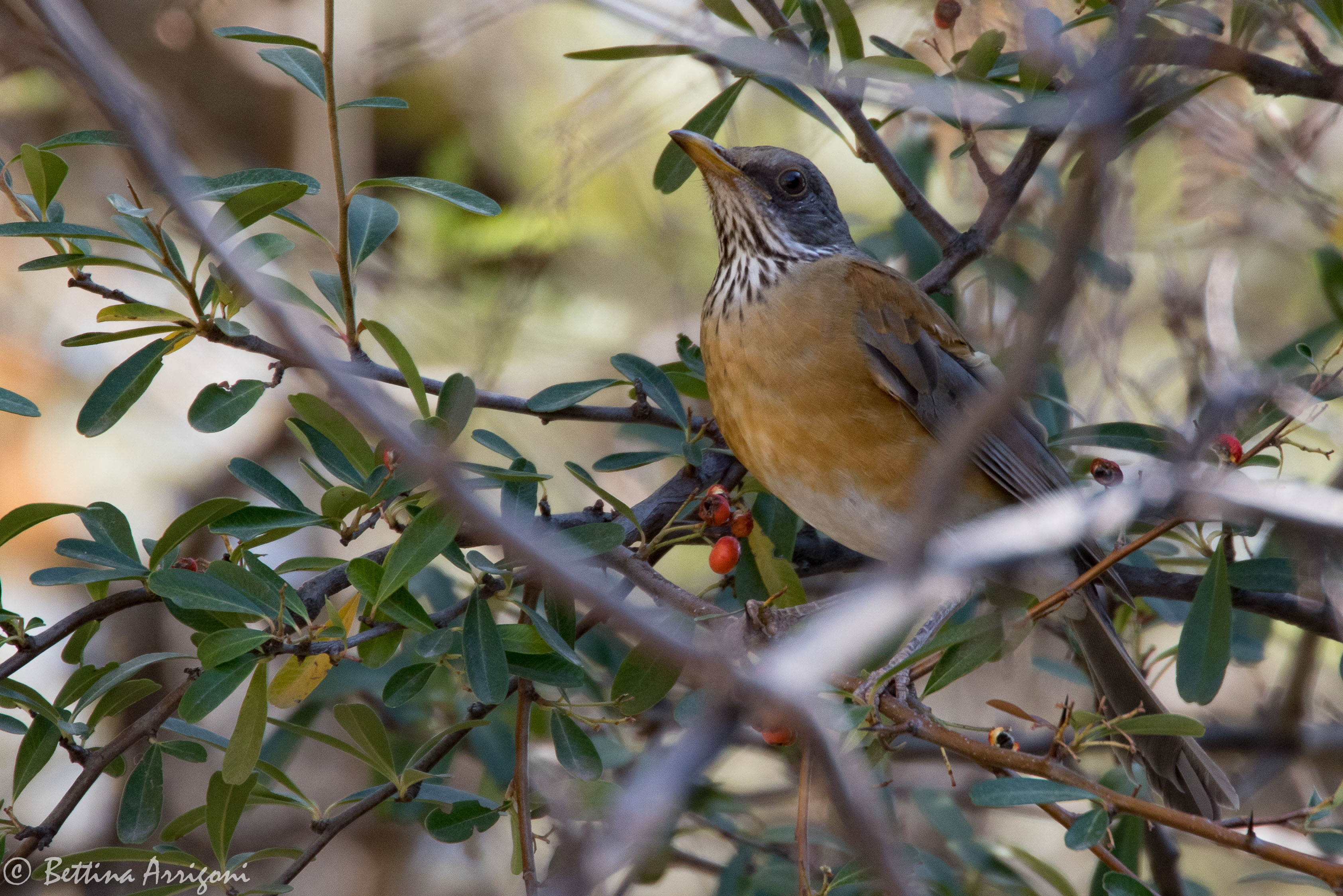
Mexikansk trast på tillfälligt besök i Arizona, USA.

## Levnadssätt
Mexikansk trast hittas i olika typer av skogstyper, från halvtorra till fuktiga till åtminstone 1500 meters höjd. Ett infört bestånd i Mexico City förekommer på 2200–2500 meter över havet.  Födan tros bestå mestadels av frukt. Den ses födosöka på marken, i fruktbärande träd och buskar, ibland i småflockar och ofta med större kiskadi och rödkronad tyrann. Arten häckar juni–augusti i samband med sommarregn. Den har noterats bli boparasiterad av bronskostare.

## Status och hot
Arten har ett stort utbredningsområde med stabil utveckling. Utifrån dessa kriterier kategoriserar IUCN arten som livskraftig (LC). Världspopulationen har inte uppskattats, men den beskrivs som ganska vanlig eller vanlig i hela utbredningsområdet.